# 50725 Margarethuggins
50725 Margarethuggins è un asteroide della fascia principale. Scoperto nel 2000, presenta un'orbita caratterizzata da un semiasse maggiore pari a 2,6137726 au e da un'eccentricità di 0,0977104, inclinata di 15,09528° rispetto all'eclittica.